# Mustapha Adouani
Mustapha Adouani (arabe : مصطفى العدواني), né le 2 octobre 1946 et mort le 14 décembre 2006 à Tunis, est un acteur tunisien.
Il interprète plusieurs films qui ont marqué l'histoire du cinéma tunisien et notamment L'Homme de cendres et Halfaouine, l'enfant des terrasses.
Il est inhumé le 15 décembre 2006 au cimetière du Djellaz de Tunis.

## Filmographie

### Cinéma
- 1982 : Plus beau que moi, tu meurs de Philippe Clair (invité d'honneur)
- 1984 : Par où t'es rentré ? On t'a pas vu sortir de Philippe Clair (invité d'honneur)
- 1986 : L'Homme de cendres de Nouri Bouzid : Ameur
- 1990 : Halfaouine, l'enfant des terrasses de Férid Boughedir : Si Azzouz
- 1992 :
  - Bezness de Nouri Bouzid : Kommisar
  - Le Sultan de la médina de Moncef Dhouib (invité d'honneur)
- 1993 :
  - Trip nach Tunis de Peter Goedel (de) : Melik
  - Le Nombril du monde d'Ariel Zeitoun : Mokhtar
- 1996 : Un été à La Goulette de Férid Boughedir : Youssef
- 1997 : Vivre au paradis de Bourlem Guerdjou : Belkacem
- 1999 : Un Rire de trop (court métrage) d'Ibrahim Letaïef : l'interprète
- 2000 : La Faute à Voltaire d'Abdellatif Kechiche : Mostafa
- 2002 :
  - La Librairie de Nawfel Saheb-Ettaba (invité d'honneur)
  - La Boîte magique de Ridha Béhi (invité d'honneur)
- 2004 :
  - Le Prince de Mohamed Zran : Ali
  - Noce d'été de Mokhtar Ladjimi (invité d'honneur)

### Télévision

#### Séries télévisées
- 1980 : L'inspecteur mène l'enquête de Jean-Paul Roux, Marc Pavaux, Luc Godevais, Guy Saguez, Jean-Pierre Barizien, Armand Ridel, Eddy Naka, Karel Prokop et Pierre Cavassilas (invité d'honneur)
- 1981 : La Nouvelle Malle des Indes d'Emilio Baldelli et Pierre-Louis Thévenet (invité d'honneur)
- 1983 : L'Homme de Suez de Christian-Jaque (invité d'honneur)
- 1991 : Julianus barát de Gábor Koltay (hu) (invité d'honneur)
- 1994 : Amwaj d'Ali Ben Arfa, Ali Mansour, Slaheddine Essid et Aziz Abdelkader : Farid
- 1998 : Hokm El Ayam d'Abdelkader Jerbi, Fraj Slama et Slaheddine Chelbi : Taher
- 2000 : Ya Zahra Fi Khayali d'Abdelkader Jerbi, Mustapha Adouani, Ridha Gaham et Adem Fathi : Salem
- 2002 : Chams Wa Dhilel d'Ezzedine Harbaoui, Jamel Chamseddine (invité d'honneur)
- 2003 : Douroub El Mouwajha d'Abdelkader Jerbi et Abdelkader Ben Hadj Nasser : Fadhel

#### Téléfilms
- 1994 : Tödliche Dienstreise de Driss Chraïbi et Ray Müller
- 1995 : Maxime et Wanda : l'homme qui n'en savait pas assez de François Dupont-Midy
- 1998 : Il tesoro di Damasco de José María Sánchez (it)
- 2002 : Talak Incha de Moncef Dhouib : Docteur Hamza